# Аэропорт имени Игнация Яна Падеревского
Аэропорт имени Игнация Яна Падеревского (ИАТА: BZG, ИКАО: EPBY) (пол. Port lotniczy im. Ignacego Jana Paderewskiego Bydgoszcz-Szwederowo) — международный аэропорт, расположенный примерно в 3 км от центра Быдгощи.
Аэропорт является 10-м аэропортом в Польше по объему перевозок. В настоящее время в аэропорту 6 постоянных направлений: 5 международных маршрутов и 1 внутренний. В 2008 году в аэропорту был зафиксирован самый высокий прирост количества пассажиров среди всех аэропортов Польши, составивший 54,07 % по сравнению с 2007 годом.
Владельцами аэропорта являются: самоуправление Куявско-Поморского воеводства (67 %), город Быдгощ (23 %), Государственное управление аэропортов (7 %) и 12 других акционеров.

## Расположение
Аэропорт расположен в юго-западной части Быдгощи, в 3 км от центра города, частично на территории гмины Бяле-Блота. С юга, востока и запада его окружает Быдгощская пуща, а с севера он граничит с быдгощскими районами: Шведерово и Гуржисково. Площадь аэропорта составляет 146 га, размеры взлетно-посадочной полосы — 2,500 × 60 м.

## Терминалы
Терминал аэропорта имеет площадь около 7000 м2, пропускная способность 500 тыс. человек в год. Также имеется 7 стоек регистрации. 3 выхода на посадку — два международных со станциями паспортного контроля и один для рейсов в шенгенской зоне.

## Авиакомпании и направления
Следующие авиакомпании выполняют регулярные регулярные и чартерные рейсы в аэропорт Быдгоща имени Игнация Яна Падеревского:

## Инфраструктура
Аэропорт готов принимать и обслуживать пассажирские, транспортные и военные самолеты, если для них требуется разбег в пределах 2500 метров. Взлетно-посадочная полоса имеет длину 2500 м, ширину 60 м и грузоподъемность PCN 70 F/B/X/T, грунтовые дороги имеют грузоподъемность MTOM 5700 кг.
В аэропорту есть:
- световые навигационные средства:
  - на направлении 26, система захода на посадку Калверт (825 м), LIH, 3 уровень интенсивности.
  - на направлении 08, упрощенная система захода на посадку «крест» (420 м), LIH, 5 уровень интенсивности.
  - на направлениях 26 и 08 PAPI 3,5 уровень интенсивности.
- радионавигационные оборудование:
  - Система ILS/DME BYD 109,100 МГц
  - ПРС БДГ 388 кГц
- Метеорологические оборудование:
  - Автоматическая измерительная система Vaisala.

В 2012 году компания Skanska провела генеральную реконструкцию взлетно-посадочной полосы и рулежной дорожки аэропорта.

## Инвестиции

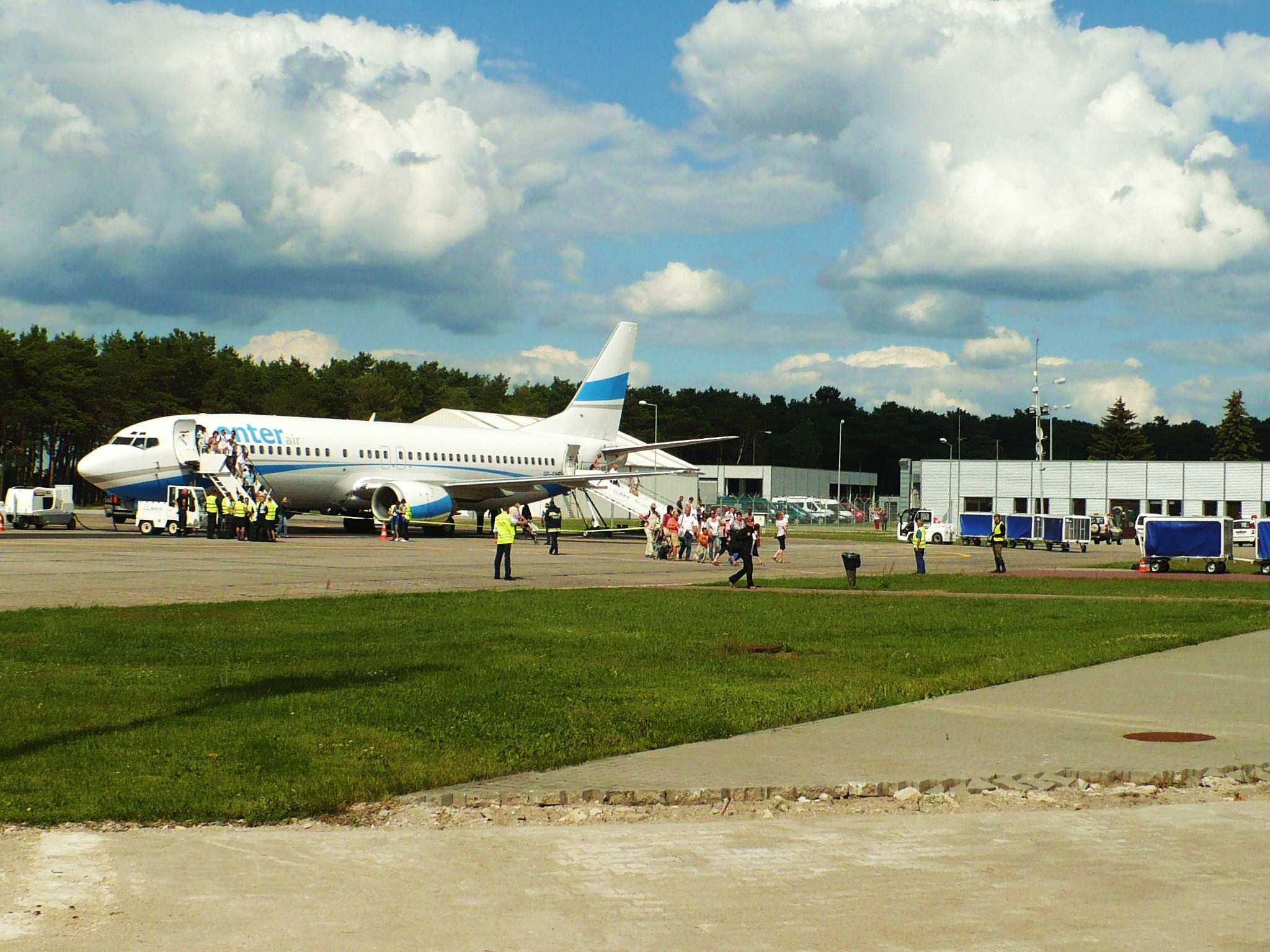
Boeing 737 в аэропорту, июль 2011

В 2015 году началась реконструкция взлетно-посадочной полосы, рулежных дорожек и модернизация покрытия парковки аэропорта.
Генеральный план аэропорта на 2014—2034 годы предполагает строительство на территории аэропорта фотоэлектрической фермы мощностью 25 МВт. В марте 2022 года был объявлен тендер на реализацию данной программы.

## Статистика
Данные из запроса в Викиданные.
|                             | Пассажиропоток | Грузопоток (кг) | Воздушное движение |
| --------------------------- | -------------- | --------------- | ------------------ |
| 1998                        | 1,451          | 80,000          | 449                |
| 1999                        | ▲ 5,340        | ▲ 120,000       | ▲ 1,382            |
| 2000                        | ▲ 14,089       | -               | ▼ 1,254            |
| 2001                        | ▼ 6,821        | -               | ▲ 1,969            |
| 2002                        | ▲ 13,408       | -               | ▲ 2,342            |
| 2003                        | ▲ 20,064       | -               | ▲ 3,378            |
| 2004                        | ▲ 25,354       | 267,854         | ▼ 2,359            |
| 2005                        | ▲ 38,682       | ▲ 338,937       | ▼ 1,359            |
| 2006                        | ▲ 133,009      | ▲ 340,503       | ▲ 2,685            |
| 2007                        | ▲ 181,576      | ▲ 411,052       | ▲ 3,092            |
| 2008                        | ▲ 280,182      | ▲ 483,234       | ▲ 7,518            |
| 2009                        | ▼ 275,352      | ▲ 520,447       | ▼ 6,376            |
| 2010                        | ▲ 278,150      | ▼ 413,911       | ▼ 5,799            |
| 2011                        | ▲ 279,536      | -               | ▲ 7,537            |
| 2012                        | ▲ 340,024      | -               | ▼ 7,424            |
| 2013                        | ▲ 343,726      | -               | ▼ 7,299            |
| 2014                        | ▼ 289,329      | -               | ▼ 6,076            |
| 2015                        | ▲ 341,079      | -               | ▼ 5,793            |
| 2016                        | ▼ 337,556      | -               | ▲ 6,574            |
| 2017                        | ▼ 331,388      | -               | ▲ 6,809            |
| 2018                        | ▲ 413,245      | -               | ▲ 8,763            |
| 2019                        | ▲ 425,230      | -               | ▲ 11,134           |
| 2020                        | ▼ 127,959      | -               | ▼ 6,920            |
| 2021                        | ▼ 99,303       | 0               | ▼ 6,740            |
| 2022                        | ▲ 253,361      | ▲ 46,852        | ▲ 8,167            |
| Источник: Bydgoszcz Airport |                |                 |                    |